# Louis Guillon
 (février 2023).
- Si vous ne connaissez pas le sujet, laissez ce bandeau (vous pouvez alors contacter les auteurs).
- Si vous supprimez le contenu mis en cause (vous pouvez préalablement contacter les auteurs),

argumentez précisément cette suppression dans la page de discussion
(un manque de référence n'est pas un argument ; une recherche réelle de référence doit avoir été effectuée, être formellement documentée).
Pour les articles homonymes, voir Guillon (homonymie).
Louis Guillon, né le 25 août 1887 à Épinal et décédé le 27 novembre 1947 à Paris, est un homme politique français.

## Biographie

### Un élu local et un militant de la droite républicaine nationale
Fils d'un employé des chemins de fer, il se fixe à Thaon-les-Vosges à partir de 1899, où il est garçon de course à la Blanchisserie et Teinturerie de Thaon (BTT), dirigée par Paul Lederlin. Réformé en 1914, il s'engage cependant comme volontaire, avant d'être définitivement réformé en 1917. Il est ensuite vice-président de l'association des anciens combattants mutilés de Thaon.
Paul Lederlin lui confie le service social de la BTT, puis le service commercial en 1917. Cet industriel protestant et radicalisant (centre-gauche) patronne également ses débuts en politique. Il est élu conseiller d'arrondissement et conseiller municipal de Thaon en 1919. Il devient premier adjoint du maire, qui n'est autre que Lederlin depuis 1919.
Mais il s'éloigne de ce dernier, élu sénateur en 1920, et se rapproche de la droite. Il est candidat malheureux aux élections législatives de 1924 (sur la liste d'Union républicaine et nationale menée par Maurice Flayelle). Il critique la gestion passée de Lederlin et multiplie les attaques personnelles contre son ancien mentor, qualifié d'« autocrate ». Il bat Lederlin aux municipales à Thaon et en devient maire en 1925. La même année, aux cantonales, dans le canton de Bains-les-Bains, il élimine Lederlin au premier tour mais est battu au second tour par un candidat radical.
Il est désigné en janvier 1925 secrétaire général du groupe vosgien de l'éphémère Ligue républicaine nationale, dans le contexte de l'union des droites contre le gouvernement du Cartel des gauches. Fin décembre 1924, un banquet d’union républicaine nationale, sous le drapeau de cette Ligue, a lieu à Épinal, autour du ministre de la guerre André Maginot, entouré de 17 parlementaires de l’Est. C'est Guillon, cheville ouvrière de la LRN, qui est chargé de présenter les orateurs. En janvier, une réunion est organisée et présidée par le député Maurice Flayelle, pour annoncer les débuts de la ligue dans les Vosges. Elle tient sa première réunion de propagande en mars, à Épinal, avec les députés Charles Reibel, Maurice Flayelle et Camille Amet . 
Il est aussi l'un des premiers adhérents des Jeunesses patriotes des Vosges et devient le chef des Jeunesses patriotes des Basses-Vosges de 1927 à 1929. Il organise avec la section JP d'Épinal une réunion de propagande le 20 novembre 1927, accueillant Pierre Taittinger. En 1929, il est l'un des orateurs du congrès des JP à Remiremont, en présence de Flayelle et de Taittinger, qui le présente comme « un lutteur, un homme qui se bat ». 
Il est également membre de la Fédération républicaine à la fin des années 1920, et anime sa fédération des Vosges, fondée par deux industriels du textile, Georges Laederich et Daniel Geistodt-Kiener. Il participe à sa première réunion, en février 1927. Il donne des réunions de propagande à la fois pour la fédération, la LRN et les JP, représente à la fois « le groupe vosgien » de la FR et les JP au congrès de Lunéville (organisé par Adrien de Turckheim) de la Fédération républicaine de Lorraine en mars 1929, ainsi qu'à Neuves-Maisons, en Meurthe-et-Moselle.
Aux législatives de 1928, il se présente dans la circonscription de Mirecourt mais il est battu. Il ne se représente pas aux municipales l'année suivante.

### Un député agrarien, de 1932 à 1936
Il quitte la Fédération républicaine au début des années 1930 pour prendre la présidence de la Fédération vosgienne du Parti agraire et paysan français. L'activité de cette fédération est très limitée : création d'une poignée de sections, à Gérardmer en 1931 par exemple, quelques réunions de propagande. Elle est limitée en été du fait des travaux des champs, et en hiver, elle est tributaire de la présence de Louis Guillon or il est accaparé par ses autres activités et par les conférences qu'il donne dans les autres départements. La fédération publie un bulletin, mais sa parution est irrégulière. La fédération ne dispose pas de moyens financiers et son activité n'est pas relayée par la presse vosgienne. Ainsi, une réunion de propagande avec Fleurant-Agricola à Épinal le 8 février 1932 n'a aucun écho dans les journaux vosgiens. La journée d'action nationale organisée par le parti le 26 novembre 1933 a eu peu d'impact en Lorraine. Aucune manifestation n'a lieu dans les Vosges, Louis Guillon se trouvant pour une réunion à Aurillac. Le préfet note ainsi  « le calme le plus absolu » dans son département. Vice-président de ce parti au début des années 1930, il en est le seul élu à la Chambre à partir de 1932. 
Il est en effet élu, de justesse (50,1 % des suffrages exprimés), député des Vosges dans la circonscription de Mirecourt en 1932. Il se présente comme candidat « républicain d'action sociale et agraire ». Il a mis en avant ses origines modestes et son journal électoral a souligné son combat contre « les forces cartellistes » mais aussi contre « un certain industriel » proche des radicaux – Paul Lederlin – , contre le député sortant René Porterat, qui serait « l'homme de la haute industrie thaonnaise » et contre « les compromissions avec le grand capitalisme oustricard [Lederlin, actionnaire de la banque d'Albert Oustric, a été compromis par le sandale Oustric] ».
Il approfondit son assise locale ensuite. Il devient conseiller général des Vosges le 10 octobre 1933 pour le canton de Châtel, en battant un candidat radical-socialiste, bénéficiant des voix des ruraux et des ouvriers de Thaon (62,2 % des suffrages exprimés). Et il redevient maire de Thaon-les-Vosges en 1934.
Il devient un notable du monde paysan : fondateur en 1926 de la Confédération nationale des producteurs de pommes de terre, dont il est le secrétaire général, administrateur commercial de l'Union féculière des Vosges et de l'Est, président de l'Union départementale des coopératives agricoles de production, vice-président de l'Union nationale des coopératives agricoles de production, de transformation et de vente, il est élu en novembre 1934 et réélu en janvier 1936 président de cette union. Il préside à la Chambre le groupe parlementaire de défense du fermage et du métayage, constitué en décembre 1934, et il est membre du groupe parlementaire de défense forestière.
Il est alors un agrarien modéré, hostile à la mise en cause du régime républicain et à l'agitation paysanne d'Henri Dorgères et du Front paysan. En 1933, il lance ainsi des appels au calme lors de la journée agraire salle Wagram à Paris et tance les membres de l'assistance qui lui crient : « Vendu ! A la Seine les politiciens ! ». En 1935, à la Chambre, il répond à Pierre-Étienne Flandin qui prétend vouloir « combattre les agitateurs du mouvement agrarien » : « Je mérite d'autant moins votre observation qu'au récent congrès du parti agrarien, à Clermont-Ferrand, c'est moi qui ai empêché le vote d'une motion de défiance au gouvernement que vous présidez ». Il s'oppose publiquement aux méthodes des activistes agrariens.
Il rompt d'ailleurs avec le Parti agraire, et fonde le Parti républicain agraire et social en février 1936, déclarant : « Ces derniers temps, certains dirigeants du Parti agraire ont semblé vouloir accorder leur collaboration à des milieux qui faisaient profession de demander la destruction du parlementarisme. Nous nous sommes effrayés, nous avons craint de voir les masses paysannes désorientées, aller vers les partis extrêmes, quels qu'ils soient, et comme nous sommes contre tout collectivisme et contre tout fascisme, nous avons rompu ». Il entraîne avec lui une vingtaine de fédérations, dont celle des Vosges où le mouvement de Dorgères a eu d'ailleurs peu d'écho, et les Jeunesses agraires.
Mais il n'est pas réélu député en 1936, battu au second tour de 67 voix seulement par un candidat investi par le Front populaire, Jean Leroy, agriculteur. Son échec électoral entraine la disparition de son parti.

### Vichyste sous l’Occupation
Il est nommé par Vichy membre de la commission administrative des Vosges, et membre du Conseil national de Vichy en janvier 1941. Il est ensuite nommé sous-préfet de Brest puis préfet du Finistère de décembre 1942 à août 1943. Préfet hors cadre, il est ensuite désigné commissaire du gouvernement auprès de la Corporation paysanne puis directeur du cabinet du ministre de l'agriculture Pierre Cathala.
Il est nommé préfet des Alpes-Maritimes  en août 1944, avec l'accord des Allemands, mais il n'exerce pas ces fonctions du fait de la Libération. Il est suspendu le 19 août, mis en disponibilité sans traitement le 26 février 1945 et enfin rayé des cadres du corps préfectoral le 29 juin 1945.